# ماثيو كيريكو
ماثيو كيريكو (بالفرنسية: Mathieu Kérékou)‏ (2 سبتمبر 1933 - 14 أكتوبر 2015). كان رئيس جمهورية بنين (من عام 1972 إلى عام 1991)، ومرة أخرى من عام (1996 إلى عام 2006). بعد استيلائه على السلطة في انقلاب عسكري، حيث تمكن من حكم البلاد لمدة 17 سنة في ظل الأيديولوجية الماركسية اللينينية، ثم تم تجريده من سلطاته من قبل المؤتمر الوطني عام 1990. وقد هزم في الانتخابات الرئاسية عام 1991، لكنه عاد إلى الرئاسة في انتخابات عام 1996 وبشكل مثير للجدل، وفي عام 2001 أعيد انتخابه.
تحول ماثيو من الإسلام إلى المسيحية البروتستانتية.

## روابط خارجية
- ماثيو كيريكو على موقع مونزينجر (الألمانية)